# Kaukasien
Kaukasien er landområdet ved grænsen mellem Europa og Asien beliggende mellem det Asovske Hav og Sortehavet i vest og det Kaspiske Hav i øst. Området omfatter dele af Rusland og landene Aserbajdsjan, Georgien og Armenien. Regionen dækker et areal på omkring 440.000 kvadratkilometer og har omkring 30 millioner indbyggere.
Kaukasien kan deles i to langs den 1.100 km lange bjergkæde Kaukasus. Den del som ligger nord for vandskellet, ligger på russisk side og kaldes Ciskaukasien eller Nordkaukasien, mens området på sydsiden består af selvstændige nationer og kaldes Transkaukasien.
Kaukasien er et af de kulturelt, sprogligt og biologisk mest varierede områder i verden.

## Nordkaukasien
Nordkaukasien begynder ved Manytj-lavningen 200 kilometer syd for den russiske flod Don. Landskabet er stort set sletteland og fortsætter omtrent 300 kilometer sydover til vandskellet i bjergkæden Store Kaukasus. Hele Nordkaukasien ligger indenfor Ruslands grænser og består af enhederne:
- Republikken Adygejien
- Republikken Karatjajevo-Tjerkessien
- Republikken Kabardino-Balkarien
- Republikken Nordossetien
- Republikken Ingusjien
- Republikken Tjetjenien
- Republikken Dagestan
- Stavropol kraj
- Krasnodar kraj
- Dele af Rostov oblast
- Dele af republikken Kalmykien

Vigtige byer: Majkop, Tjerkessk, Naltsjik, Vladikavkaz, Magas, Grosnyj, Makhatjkala, Stavropol, Krasnodar.

## Transkaukasien
Transkaukasien er sydskråningene af hovedbjergkæden, det Armenske plateau og lavlandene mellem disse to områder. Landene i denne region, Aserbajdsjan, Georgien og Armenien blev uafhængige efter Sovjetunionens fald i begyndelsen af 1990'erne.
Vigtige byer: Baku, Tbilisi, Jerevan.

## Historie
- 1774 – Russerne kommer – første militære forpost i Ossetien som de kontrollerer i 1806. For at få beskyttelse mod tyrkerne gik Georgien med til at blive en del af kejserriget i 1799. Størstedelen af Aserbajdsjan var under russisk kontrol i 1807, og efter flere år med krig mod perserne blev grænserne mod perserriget trukket op der hvor grænsen mod dagens Iran går.
- 1817-64 – Kaukasuskrigene – russerne kæmpede for kontrol over Kaukasien. Modstandslederen Shamyl dør i 1859, en halv million emigrerer til Lilleasien og Europa.
- 1877-1878 – Den russisk-tyrkiske krig (1877-1878)
- 1917 – Den russiske revolution – de kaukasiske stater benytter chancen mens Russland var nede efter revolutionen til at danne en uafhængig "Kaukasisk føderation" i september 1917, grundet intern uenighed og krig mod Tyrkiet blev føderationen opløst i april 1918. Senere erobrede Den røde armé regionen og et sovjetlignende system blev etableret.
- 1922 – de kaukasiske stater blev indlemmet i Sovjetunionen.
- 1942-1943 – Anden verdenskrig – stor tysk offensiv for at nå oliefelterne i Kaukasus, særlig Baku, tyskerne blev stoppet efter at have nået toppen af Elbrus, vendepunkt i krigen da den tyske sjette armé blev knust i slaget om Stalingrad.
- 1991 – Sovjetunionen opløses, Nordkaukasien fulgte med Rusland mens de transkaukasiske stater blev til tre selvstændige nationer.

## Andet
Kaukasien er også ophavet for en racebetegnelse på hvide europæere som bruges i USA – "Caucasian".
42°15′40″N 44°07′16″Ø / 42.261111111111°N 44.121111111111°Ø